# Кремера
Кремера (Cremera) е 36.7 км дълга река в Лацио, Италия.
Извира от планината Monte Silio и се влива в Тибър на 10 км северно от Рим.
При река Кремера се провежда на около 17 км от Рим на 13 юли 477 пр.н.е. битка между Римската република и етруския град Вейи, която завършва с победа на вейите и целият род Фабии от 306 души e избит.